# Ib S. Østergaard
Ib Sørensen Østergaard (født 9. maj 1937 i Skelhøje ved Dollerup Bakker) var en dansk autodidakt kunstmaler.
Han debuterede ved Påskeudstilingen i Århus 1963 og Kunstnernes Efterårsudstilling 1963.
Han var medlem af Kunstnergruppen Sonde, der udstillede på Århus Kunstmuseum fra 1967 til 1987. Er repræsenteret på Aros med 12 værker. På Jorn med 3 værker og på Heart med 4 værker samt på Randers Kunstmuseum med 4 værker
Han var gift med Kirsten Kristensen, Mariager 1962. Ib S. Østergaard døde d 31.januar 2022[kilde mangler] 